# Zanhuang
Zanhuang (赞皇县,  Zànhuáng Xiàn) ist ein chinesischer Kreis von Shijiazhuang, der Hauptstadt der Provinz Hebei der Volksrepublik China. Er hat eine Fläche von 849,5 km² und zählt 244.799 Einwohner (Stand: Zensus 2010). Sein Hauptort ist die Großgemeinde Zanhuang (赞皇镇).
Die Pagode des Zhiping-Tempels (Zhiping si shi ta 治平寺石塔) steht seit 1996 auf der Liste der Denkmäler der Volksrepublik China (4-81).